# 無声両唇軟口蓋破裂音
無声両唇軟口蓋破裂音（むせい りょうしん なんこうがい はれつおん）は、無声両唇破裂音[p]と無声軟口蓋破裂音[k]の二重調音で、国際音声記号では[k͡p]と書かれる。

## 概要
[k͡p]のような両唇軟口蓋音は代表的な二重調音であり、西アフリカおよび北部中央アフリカの言語に一般的に見られ、またニューギニアのいくつかの言語にも見られる。子音結合[kp]と異なって、破裂はほぼ同時に一回しか起こらない。ナイジェリアのエッゴン語では、子音結合との間に以下のような対立する例がある。
- k͡pu 「死ぬ」
- kpu 「ひざまずく」

ただし、実際にはkとpが完全に同時に起きるわけではなく、閉鎖の開始も終了もkの方がpよりもわずかに早い。
また、舌背が少し奥へ動くため、しばしば吸着音と同様の内向的な気流が発生する。

## 言語例
イボ語には無声の[k͡p]と有声の[ɡ͡b]があるが、前者は方言によってはかわりに無声入破音の[ɓ̥]が現れることもある。
- イボ語 àkpà [àk͡pà] 「袋」[5]
- イドマ語（英語版） [àk͡pà] 「橋」[1]
- エウェ語 [k͡pè] 「重い」[6]
- エフィク語 [ák͡pá] 「川」[7]
- ヨルバ語 [ak͡pá] 「腕」[8]

ベトナム語ハノイ方言では、/k/が円唇奥舌母音/u, o, ɔ/の後で[k͡p]として現れる。これは条件異音である。
- ベトナム語ハノイ方言 khóc [xɔk͡p] 「泣く」[10]